# Chedlya Ghliss
Chedlya Ghliss – tunezyjska judoczka. Startowała w Pucharze Świata w 2004. Brązowa medalistka mistrzostw Afryki w 2005 roku.